# Monkey3
Monkey3 es una banda de suiza de rock, con una fuerte influencia del stoner rock, el rock psicodélico, rock progresivo y space rock. 

## Historia
Originarios de Lausana, la banda se formó en el 2001, inicialmente como una reunión de músicos para tocar jam sessions con influencias del stoner rock. En 2003 se convirtieron en un grupo permanente con Walter en la batería, Boris en la guitarra, Kevin en el bajo y dB en los teclados. 
Con su álbum debut Monkey3, lanzado en 2004 por el sello belga Buzzville Records, la banda obtuvo excelentes reacciones y críticas en toda Europa, colocándolos en el mapa de la escena stoner rock y progresiva. 
A lo largo de los años, el cuarteto suizo ha realizado varias giras por Europa y tocando en festivales como Roadburn, Hellfest, Freak Valley, Desertfest Berlín y Desertfest Antwerp.

## Miembros

### Formación actual
- Walter - batería (2001 - presente)
- Boris - guitarra eléctrica (2001 - presente)
- dB - teclados, sonidos (2004 - presente)
- Jalil - bajo eléctrico (2021 - presente)

### Miembros anteriores
- Picasso - bajo eléctrico (2001 - 2014)
- Kevin - bajo eléctrico (2014 - 2021)

## Discografía

### Álbumes de estudio
- 2004: "Monkey3" (Buzzville Records)
- 2006: "39 Laps" (Buzzville Records)
- 2011: "Beyond the Back Sky" (Stickman Records)
- 2013: "The 5th Sun" (Spinning Goblin Productions)
- 2016: "Astra Symmetry" (Napalm Records) GER n.° 93,[3] SWI n.° 61[4]
- 2019: "Sphere" (Napalm Records) GER #88[5]
- 2024: "Welcome to the Machine" (Napalm Records)

### Álbumes en vivo
- 2009: Live At Aventicum
- 2017: Live At Freak Valley (Napalm Records)

### EPs
- 2001: Monkey III
- 2007: Split E.P Monkey3/Hypnos69
- 2009: Undercover (Spinning Goblin Productions)

### Videografía
- Vive en Aventicum (2009, DVD)
- El nacimiento de Venus (2013, video musical)
- Luna (2016, video musical)
- Misa (hazaña. Bumblefoot) (2019, video artístico)